# Coenonympha yukonensis
Coenonympha yukonensis är en fjärilsart som beskrevs av Holland 1900. Coenonympha yukonensis ingår i släktet Coenonympha och familjen praktfjärilar. Inga underarter finns listade i Catalogue of Life.